# San Nicolas (Pangasinan)
Pour les articles homonymes, voir San Nicolas.
San Nicolas est une municipalité de la province de Pangasinan, aux Philippines.